# Асваров, Нариман Асварович
Нариман Асварович Асваров  (21 февраля 1966, с. Кондик, Хивский район, Дагестанская АССР, РСФСР, СССР) — российский историк, кандидат исторических наук, ректор Дагестанского государственного педагогического университета .

## Биография
Нариман Асваров родился в 1966 году в селении Кондик Хивского района. По национальности — табасаранец. В 1992 году окончил Дагестанский государственный педагогический институт. А в 1999 году Дагестанский государственный университет. Работал деканом исторического факультета ДГПУ, доцентом кафедры Теории и истории государства и права. Был депутатом Народного собрания Дагестана 4-го и 5-го созывов. Член партии «Единая Россия». 24 марта 2021 года быд назначен временно исполняющим обязанности ректора ДГПУ. 29 сентября 2022 года избран ректором ДГПУ.
6 марта 2022 года после вторжения России на Украину подписал письмо в поддержу российской агрессии. С 9 июня 2022 года находится под персональными санкциями Украины за поддержку войны. Также был внесён ФБК в список коррупционеров и разжигателей войны за поддержку нападения на Украину, 16 марта 2022 года форумом свободной России внесён в санкционный «Список Путина» с предложением введения против него международных санкций.